# Hypothèse de l'exploration inca de l'océan Pacifique
L'exploration de l'Océan Pacifique par les Incas est une hypothèse apparue au XXe siècle selon laquelle les Incas auraient voyagé à travers l'Océan Pacifique et découvert plusieurs îles de Polynésie avant l'arrivée des Européens au XVIe siècle.
Une expédition maritime dirigée par le souverain inca Tupac Yupanqui sous le règne de son père, l’empereur Pachacutec (1438-1471), est rapportée par plusieurs chroniqueurs espagnols de la fin du XVIe siècle et aurait atteint les îles Auachumpi et Ninachumpi. Aux XXe siècle et XXIe siècle, l’historien péruvien José Antonio del Busto Duthurburu (en) fait de cette expédition précolombienne à bord de radeaux une véritable exploration de l'océan Pacifique, en émettant l’hypothèse que les deux îles mentionnées par les chroniqueurs font référence à Mangareva et à l’île de Pâques. Il se fonde notamment sur les voyages de Thor Heyerdahl, le célèbre et controversé ethnographe norvégien qui s’est attaché toute sa vie à démontrer que le peuplement de la Polynésie pouvait avoir une origine américaine précolombienne.
Il est désormais établi que l’essentiel du peuplement de la Polynésie est d’origine austronésienne et que des échanges ponctuels entre les deux populations polynésienne et précolombienne ont bien eu lieu. Alors que l’existence de ces échanges était supposée de longue date en raison de la présence et de la terminologie communes de la patate douce en Polynésie et en Amérique, des recherches génétiques récentes établissent qu’un métissage limité des deux populations s’est produit au XIIIe siècle,. Bien qu’on ignore encore les circonstances de ces contacts, les partisans de l’historien péruvien font de ces résultats un argument supplémentaire en faveur de leur hypothèse.
L’idée que Auachumpi et Ninachumpi soient en réalité Mangareva et l’île de Pâques circule depuis la première moitié du XXe siècle dans l’historiographie péruvienne. Ainsi cette thèse est partiellement soutenue par l’ethno-historienne Philip Ainsworth Means et par Waldemar Espinoza[Information douteuse]. Cependant c’est José Antonio del Busto Duthurburu qui concrétise cette idée en créant une véritable théorie. La théorique influence des incas sur l’architecture de l’île de Pâques est étudiée en détail par Jean Hervé Daude.

## Récits originels
A l’origine de cette hypothèse, plusieurs récits distincts de lettrés espagnols datant de la fin du XVIe siècle au début du XVIIe siècle rapportent l'histoire du voyage de l’inca Tupac Yupanqui sur deux îles de l'océan Pacifique, dénommées Auachumpi et Ninachumpi,,,.

### Récit de Pedro Sarmiento de Gamboa
Le chroniqueur espagnol Pedro Sarmiento de Gamboa mentionne le voyage dans son Histoire des Incas, qui est basée sur les témoignages des nobles incas. Il écrit : 
« Et comme Topa Yupanqui partit conquérir la côte de Manabí, et l'île de Puná, et Túmbez, il arriva des marchands qui étaient venus par mer de l'ouest sur des radeaux, naviguant à la voile. De ceux-ci, il s'informa des pays d'où ils étaient venus, qui étaient des îles, l'une appelée Avachumbi et l'autre Ninachumbi, où il y avait beaucoup de monde et beaucoup d'or. Et comme Topa Inga était hautain d'esprit et de pensée, et ne se contentait pas de ce qu'il avait conquis sur terre, il décida de tenter cette heureuse aventure à travers les mers. Mais il ne croyait pas volontiers les marins marchands, car il disait : "Les Capacs (seigneurs) ne doivent pas faire confiance aux marchands, car ce sont des gens qui parlent beaucoup." Et pour se renseigner davantage, et comme c'était une affaire sur laquelle il pouvait ne s'informer nulle part, il appela à lui un homme qu'il avait emmené avec lui lors de la conquête, nommé Antarqui, que tous prétendaient être un grand nécromancien, si grand qu'il pouvait même voler dans les airs. Topa Inga lui a demandé si ce que les marins marchands racontaient à propos des îles était vrai. Antarqui répondit, après avoir bien réfléchi, que ce qu'ils disaient était bien vrai, et qu'il y irait le premier. Et, dit-on, il y est allé à l'aide de ses arts, a trouvé le chemin, a vu les îles, les gens et leurs richesses, et à son retour a tout confirmé à Topa Inga. « Lui, avec cette assurance, a décidé d'y aller. Et pour cela, il fit construire une très nombreuse quantité de radeaux, sur lesquels il embarqua plus de vingt mille soldats d'élite. Et il a emmené avec lui comme capitaines Guamán Achachi, Cunti Yupanqui, Quigual Topa, (tous Hanancuzcos - c'est-à-dire de la partie supérieure de Cuzco), et Yancan Mayta, Quizo Mayta, Cachimapaca Macus Yupangui, Llimpita Usca Mayta (tous Hurincuzcos - c'est-à-dire de la partie basse de Cuzco); et il prit avec lui comme général pour toute l'armada son frère Tilca Yupanqui, et laissa Apo Yupangui avec ceux qui restaient à terre. Topa Inga a navigué, et il est allé découvrir les îles Avachumbi et Ninachumbi, et en est revenu, d'où il a ramené avec lui des Noirs et beaucoup d'or et une chaise d'airain et une peau et les mâchoires d'un cheval, ces trophées étant placé dans la forteresse de Cuzco jusqu'au temps des Espagnols. Cette peau et cette mâchoire de cheval ont été conservées par l'un des principaux Incas, qui vit aujourd'hui, et a raconté cela, et lorsque les autres ont témoigné, il était également présent, et il s'appelle Urco Guaranga. J'insiste là-dessus car cela peut sembler un cas étrange et difficile à croire pour ceux qui ont une certaine connaissance des Indes. Topa Inga a utilisé plus de neuf mois pour ce voyage, d'autres prétendant que cela a pris un an, et comme il a pris tant de temps, tout le monde l'a cru mort.»
Certains éléments limitent la portée historique du récit, tel que la présence d'invraisemblances et d'anachronismes, de références mythologiques, de motivations politiques de l'ouvrage et encore de motivations personnelles de l’auteur. Bien qu'il soit familier avec la géographie de l'océan Pacifique de son époque, le chroniqueur ne se risque pas à identifier les deux îles visitées par l'Inca, soit qu'il confère au récit un caractère purement légendaire, soit qu'il cherche à en tirer parti auprès des autorités pour motiver le financement d'une nouvelle expédition à la recherche de l'or des îles encore inconnues[réf. nécessaire].

### Récit de Miguel Cabello de Balboa
Miguel Cabello de Balboa est un ecclésiastique qui commence sa carrière comme militaire sur différents champs de bataille en Europe. En 1566, il entre dans les ordres et quitte l’Espagne pour l’Amérique du Sud où il s’installe à Quito. Il décrit le voyage dans son Miscelánée. Sa description du voyage est la même que celle de Gamboa, avec quelques divergences[réf. nécessaire].
Dans ce récit comme dans le précédent, l’épisode du voyage de l'Inca se situe après la conquête de Quito et avant la construction d’une forteresse à Tumbes et le retour de Tupac Yupanqui sur Cuzco. Seul le récit de Balboa donne des indications sur le lieu d’embarquement, du côté de Manta, là où campe l’armée inca. Le voyage de Yupanqui pourrait donc avoir été entrepris entre Manta et Tumbes, au large de la côte de Manabi et vers le golfe de Guayaquil.

### Récit de Martin de Murúa
Martín de Murúa est un moine mercenaire basque qui s'est porté volontaire au début des années 1580 pour servir dans les missions du Nouveau-Monde. Au cours de ses séjours et déplacements dans les régions de Curahuasi, Cuzco, Titicaca et Arequipa, il recueille des données pour l’écriture de son Histoire générale du Pérou, qui est l’une des premières histoires illustrées du Pérou. Le récit du voyage de Tupac Yupanqui figure dans le 1er volume au chapitre 25 intitulé Comment Tupa Ynga Yupanqui découvrit de nombreuses mines, fit conquête jusqu'au Chili et donna des lois à leurs royaumes.
Contrairement à Sarmiento et Balboa qui situent le voyage de Yupanqui après la conquête de Quito, durant le règne de Pachacutec, Murúa la place à la suite de la conquête du Chili. Il fait néanmoins partir l’expédition maritime de l’île de Puña, puis de Manta. Compte tenu de la distance entre le Chili et l’île de Puna, on peut s’interroger sur la chronologie de Murúa. D’autant que 3 chapitres plus tôt, après l’épisode de la conquête de Quito, il cite une première fois les noms de Huachumpi et de Nina Chumpi ; sauf qu’à ce moment de son récit, ce ne sont pas encore des îles, mais des capitaines de l’armée Huancavilca.

## Voyages de Thor Heyerdahl
L'ethnologue et navigateur norvégien Thor Heyerdahl suggère que des Sud-Américains auraient peuplé la Polynésie. À cette fin, il entreprend plusieurs expéditions maritimes dans l’océan pacifique à bord de radeaux.

### Expédition du Kon-Tiki
Devant l’opposition générale, Thor Heyerdahl veut démontrer qu’une telle traversée était réalisable, et que les Polynésiens seraient ainsi descendants de populations précolombiennes. Il lance alors l’expédition du Kon-Tiki. Heyerdahl fait construire une réplique aussi fidèle que possible des radeaux de balsa à voiles remarqués par les premiers découvreurs espagnols en Amérique du Sud afin de démontrer la navigabilité de ces embarcations et prouver que les vents et les courants pouvaient les propulser jusqu’en Polynésie[réf. nécessaire].
Parti du port de Callao au Pérou, en direction de l'ouest, le radeau de balsa, emportant un équipage de six hommes, suit le courant de Humboldt et s'échoue sur un récif dans l'archipel des Tuamotu après avoir dérivé durant 101 jours sur une distance de 9 000 kilomètres.
L’expédition du Kon-Tiki a donc pu démontrer qu’un simple radeau de balsa peut se rendre jusqu’en Polynésie, à des distances bien plus considérables que l’Île de Pâques[réf. nécessaire].
Cette épopée a un retentissement considérable et prouve la possibilité de contacts entre l'Amérique et la Polynésie. Toutefois, même si des contacts occasionnels ont eues lieu, les théories de Heyerdahl sont largement rejetées.
Cependant, si l’expédition du Kon-Tiki a pu se rendre loin en Océanie, en partant du Pérou, et a ainsi démontré que l'on pouvait traverser le Pacifique sur un radeau quand les vents et courants étaient favorables, ce radeau ne pouvait cependant pas revenir à son point de départ. Cela limite les relations possibles entre la Polynésie et l’Amérique du Sud. En effet, ce radeau s’est laissé tout simplement dériver en direction de l'ouest, poussé par le vent et suivant le courant de Humboldt, et il n'aurait pu, en temps normal, rebrousser chemin[réf. nécessaire].
Or, ce radeau utilisé pour l'expédition du Kon Tiki a une faille. Heyerdahl et son équipe ne connaissent pas l'utilisation des dérives amovibles, appelée las guaras, telles que conçues par les anciens navigateurs précolombiens. C'est seulement bien des années plus tard lors d'une expédition de fouilles aux îles Galápagos qu'Heyerdahl fait l'essai de ces dérives et peut constater leur grande manœuvrabilité.

## Travaux historiques
En 1942, l'historien argentin Roberto Levillier (es) (1886-1969) publie l‘œuvre de Sarmiento de Gamboa, retrouvé à l'Archivo General de Indias à Séville. Cette dernière a relancé le débat sur la possible occupation de l'île de Pâques par les Incas.
Gamboa croyait par ailleurs avoir obtenu des informations lui permettant d'établir la position approximative de ces îles. Il lui semblait que ces îles pouvaient constituer une possession profitable pour l’Empire espagnol[réf. nécessaire].

### Travaux de José Antonio del Busto Duthurburu
Après étude de ces documents, l'historien péruvien José Antonio del Busto Duthurburu (en) s’est prononcé en faveur de la possibilité d'une expédition de l’Inca Tupac Yupanqui dans l’océan Pacifique.
En effet, une tradition orale sud-américaine rapporte que l'Inca Tupac Yupanqui se serait rendu en Océanie, au sud-ouest du Pacifique, à partir des côtes du Pérou, sur une embarcation de type sud-américaine. L’Inca Tupac Yupanqui aurait voulu étendre son empire au-delà des mers. Il aurait quitté le Pérou à la tête d'une flotte de 400 radeaux dans un voyage maritime qui l'aurait conduit à la découverte de plusieurs îles polynésiennes[réf. nécessaire].
Duthurburu explore les possibilités de l'itinéraire, suivi par la flotte inca qui, selon la tradition orale, aurait fait escale aux îles de Nina-chumpi et Hahua-chumpi situées à l'ouest des côtes. La première option développée par l'auteur concerne la thèse selon laquelle les Incas auraient pu naviguer dans l'océan Pacifique, près des côtes, dans la région des îles Galápagos. Dans ce cas, il serait probable qu'Isabella, la plus grande île de l'archipel des îles Galápagos, aurait été Nina-chumbi et aurait été visitée en premier.
José Antonio del Busto Duthurburu examine ensuite la deuxième possibilité : le passage de Tupac dans l'Océanie, suivant un parcours beaucoup plus long en direction de la Polynésie. Duthurburu en arrive à la conclusion que l'île de Pâques aurait été Nina-chumbi, et que Tupac Yupanqui serait arrivé en premier à Mangareva qui aurait été Hahua-chumpi.
Après avoir examiné ces deux hypothèses - celle de la navigation près des côtes et celle de l'Océanie - Del Busto déclare qu'il incline vers celle de l'Océanie, en démontrant qu'elle est la plus plausible. Il invoque plusieurs raisons, dont la tradition orale polynésienne du roi Tupa et de sa flotte, qui proviendrait d'un pays situé là où le soleil est né, et la légende d'Uho à l'île de Pâques, qui raconte l'histoire d'une femme des îles et du prince Mahauna Te Ra'a, dont le nom se traduit par « Fils du Soleil »[réf. nécessaire].

### Travaux de Jean-Hervé Daude
Jean-Hervé Daude, examinant la particularité de la culture pascuane vis-à-vis du reste de la Polynésie considère que l'explication réside dans un contact avec la culture d'un autre peuple. La tradition orale mentionne d'ailleurs l'arrivée d'un autre peuple sur l'île de Pâques : les « Longues oreilles », qui auraient modifié la surface de l'île par l'élaboration de grands monuments de pierre.
Selon Daude, cet autre peuple serait d'origine inca et sa présence sur l'île résulterait du passage de l'Inca Tupac Yupanqui vers 1465 au cours d'une expédition maritime à des fins expansionnistes.
Cette deuxième colonisation aurait été constituée d'hommes plus trapus, ce qui est aussi le propre des Andins dont la cage thoracique est très développée. Les visages des statues de pierre de l'île de Pâques, appelées moai, ressembleraient aux visages des Andins et une plateforme sur l'île, l'Ahu Vinapu, correspondrait au mode de construction d'une chullpa du plateau andin.
La tradition orale mentionne que les « Longues oreilles » auraient finalement été exterminés par le premier peuple colonisateur, les « Courtes oreilles ».

### Travaux de María Rostworowski
L’ethno-historienne María Rostworowski mentionne l’hypothèse en 1953 dans sa biographie de l’empereur inca Pachacutec. Après avoir mentionné toutes les possibilités, elle se déclare en faveur de l’idée que Auachumpi et Ninachumpi soient l’île de Pâques et Mangareva, en ajoutant que toutes les îles plausibles pour cette expédition près des côtes péruviennes, chiliennes et équatoriennes, ne sont pas habitées à cette époque.
Plus tard, dans son Historia del Tahuantinuyo, elle écrit que le récit de Sarmiento est « curieux ».